# 瓜拉帕里
瓜拉帕里（葡萄牙語：Guarapari）是巴西聖埃斯皮里圖州的濱海城市，州首府大維多利亞的一部份，位於維多利亞南方47 km處。2013年人口為116,278人。
瓜拉帕里為著名旅遊勝地，有著曲折蜿蜒的黑沙海灘。沙灘旁建有大量的旅館，以供應龐大的季節性旅遊人潮。
在市中心內有賽提巴自然保留區，為一當地龜類及鳥類海岸生態棲地。

## 歷史
1585年，當地首次出現的歐洲人是耶穌會傳教士，他們建立一座小教堂和一口井。瓜拉帕里有著異常高的背景輻射，約每年175毫西弗（每小時20微西弗）從里約熱內盧北部到巴伊亞州南部約500英里的海岸，都是具有較高天然放射性的獨居石沙岸，此種磷酸鹽類岩石含有鈾及釷等放射性元素。

## 外部連結
- 瓜拉帕里Google地圖影像
- 瓜拉帕里
- 瓜拉帕里資訊
- Rent Season - Guarapari
- Guarapari - 瓜拉帕里歷史
- 瓜拉帕里房地情況 （页面存档备份，存于）